# Raoul Fahlin
Raoul Bengt Fahlin (* 13. Oktober 1966 in Örebro) ist ein ehemaliger schwedischer Radrennfahrer und nationaler Meister im Radsport.

## Sportliche Laufbahn
Fahlin war Teilnehmer der Olympischen Sommerspiele 1988 in Seoul. Im olympischen Straßenrennen wurde er beim Sieg von Olaf Ludwig 87. des Rennens.
1984 gewann er die Meisterschaft im Einzelzeitfahren bei den Junioren. Den Titel im Mannschaftszeitfahren in der Klasse der Amateure gewann er 1985 gemeinsam mit Stefan Brykt und Magnus Knutsson. In Luxemburg siegte er im Grand Prix François Faber. 1986 konnte er mit dem Skandisloppet eines der ältesten Eintagesrennen in Schweden gewinnen. Dazu kamen Etappensiege in der Schweden-Rundfahrt (10. Platz in der Gesamtwertung) und in der Österreich-Rundfahrt. Mit Michel Lafis und Magnus Knutsson entschied er 1987 die nationale Meisterschaft im Mannschaftszeitfahren für sich, im Einzelzeitfahren wurde er Dritter. Im Grand Prix Guillaume Tell gewann er den Prolog und in Schweden siegte er in der Mälaren Runt.
1988 siegte er erneut in der Meisterschaft im Mannschaftszeitfahren. Ein weiteres schwedisches Traditionsrennen gewann er mit dem Solleröloppet 1988 und 1989.

## Familiäres
Er ist der Vater von Emilia Fahlin, die als Radsportlerin 2012 und 2016 an den Olympischen Sommerspielen im Straßenrennen teilnahm.